# Резолюция Совета Безопасности ООН 947
Резолюция Совета Безопасности Организации Объединённых Наций 947 (код — S/RES/947), принятая 30 сентября 1994 года. Отозвав все резолюции по ситуации в бывшей Югославии, включая резолюцию 908 (1994), Совет обсудил ситуацию в Хорватии и продлил мандат Сил ООН по защите (UNPROFOR) до 31 марта 1995 года.
Совет Безопасности ООН хотел, чтобы конфликт в бывшей Югославии был разрешен путем переговоров, и было подчеркнуто взаимное уважение международных границ между странами региона. Ключевые аспекты мирного плана ООН и особенно Резолюции 871 (1993) ещё не были выполнены. Между тем, ПРОФОР ООН сыграл важную роль в предотвращении военных действий и создании условий для общего мирного урегулирования.
Действуя на основании главы VII Устава ООН, Совет продлил мандат УНПРОФОР до 31 марта 1995 года и призвал все стороны сотрудничать с миротворческими силами и обеспечить им свободу передвижения. Генеральному секретарю Бутросу Бутросу-Гали было предложено доложить Совету к 20 января 1995 года о состоянии мирного плана ООН для Хорватии, в связи с чем будет пересмотрен его мандат. Он также должен был доложить о прогрессе, достигнутом в деле открытия автомобильных и железных дорог к охраняемым территориям ООН и остальной части Хорватии, водо- и энергоснабжения, а также открытия Адриатического нефтепровода.